# Felipe Wiegand Rodríguez
El Contraalmirante Felipe Wiegand Rodríguez (Valparaíso, 12 de junio de 1880-Valparaíso, 11 de septiembre de 1960) fue un oficial naval chileno, inspector general de la Armada (denominación de la época para la más alta autoridad naval) entre 1928 y 1929 y Presidente de la Liga Marítima de Chile entre el 27 de marzo de 1941 y el 19 de abril de 1943.
A los 14 años, en 1894, ingresó a la Escuela Naval y el 5 de enero de 1899 egresó como Guardiamarina de Segunda clase. Posteriormente se embarcó como oficial en instricción en el Crucero Esmeralda. En marzo de 1900 se transbordó al buque escuela General Baquedano, para realizar un viaje de instrucción por puertos del pacífico, zarpando en abril, donde visitó Isla de Pascua, Esquimalt (en la costa de la Columbia Británica), San Francisco, Honolulu, Yokohama, Shanghái, Hong Kong, Singapur y Sídney, regresando el 1 de marzo de 1901.
El 15 de marzo de 1901 asciende a Guardiamarina de primera Clase, para luego ser transbordado al Crucero O'Higgins, realizando entre Anca y el golfo de Arauco, y entre octubre y diciembre apoyó a la comisión Krauss, dedicada al estudio de las corrientes marinas superficiales y submarinas. En abril de 1902, fue destinado al curso reglamentario de artillería y torpedos a bordo del blindado Cochrane, y en septiembre se embarcó en el destructor Serrano, dirigiéndose al Sur con la División de Destructores para reconocer los canales hasta el estrecho de Magallanes y el canal Beagle.
El 15 de marzo de 1903 asciende a Teniente segundo, siendo nuevamente transbordado en julio de ese año al Crucero O'Higgins. Entre las actividades de la Escuadra, le correspondió permanecer en Antofagasta desde abril hasta junio de 1904, para imponer en los vapores el fiel cumplimiento de las precauciones sanitarias dispuestas por las autoridades de gobierno. En agosto de 1904 se transbordó al Cazatorpedero Condell, operando en conjunto con las lanchas torpederas por el litoral hasta Corral y al año siguiente hasta Taltal. En abril de 1905 es destinado al Crucero Blanco Encalada, para luego pasar en julio, a la Escuela de Artillería y Torpedos en el blindado Cochrane, siendo destinado a mediados de 1906 al Depósito General de Marineros. El 15 de octubre de ese año, asciende a Teniente primero.

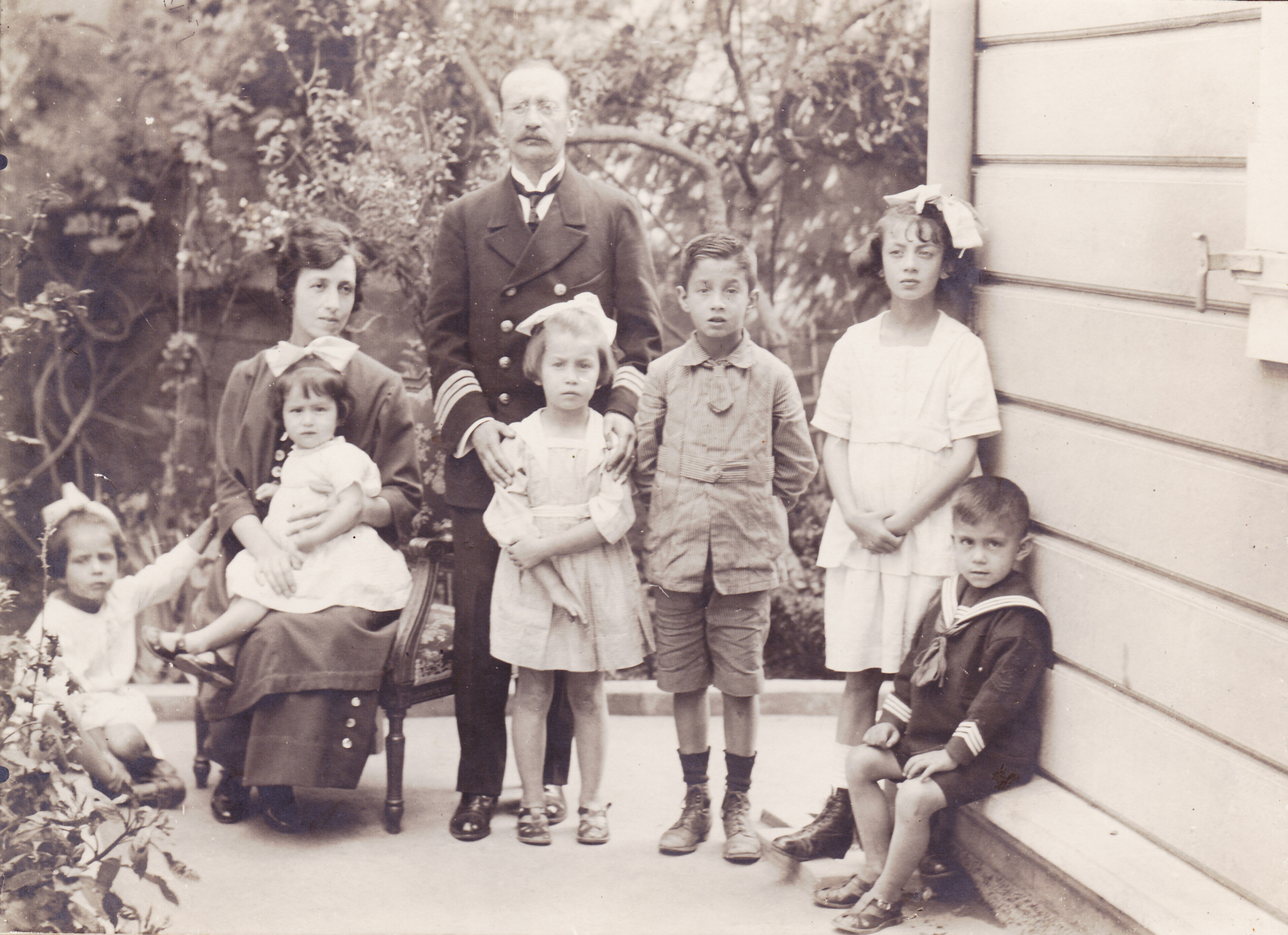
Felipe Wiegand y su familia, c. 1923-1924

A fines de 1907 se embarcó en el O‘Higgins y, en mayo de 1908 se trasladó a Punta Arenas como comandante de la Escampavía Cóndor. Durante su permanencia en dicha ciudad, rescató a los sobrevivientes de la barca alemana Palmyra, que había naufragado en la isla Wellington, llevándola a Punta Arenas.
En reconocimiento por los servicios prestados, el Kaiser Guillermo II le obsequió un catalejo. A mediados de 1909 regresa a Valparaíso y en octubre se embarca como oficial Crucero Blanco Encalada. A comienzos de 1910 se transbordó al cazatorpedero Lynch, designado buque ténder de la Escuela de Artillería que funcionaba en el Cochrane. A fines de año se trasladó al Condell.
Murió el 11 de septiembre de 1960. Lo sobrevivieron sus hijos Carmen, Pedro, Elena, Jorge, Cristina, Teresa e Inés Wiegand Lira.